# Crotamina

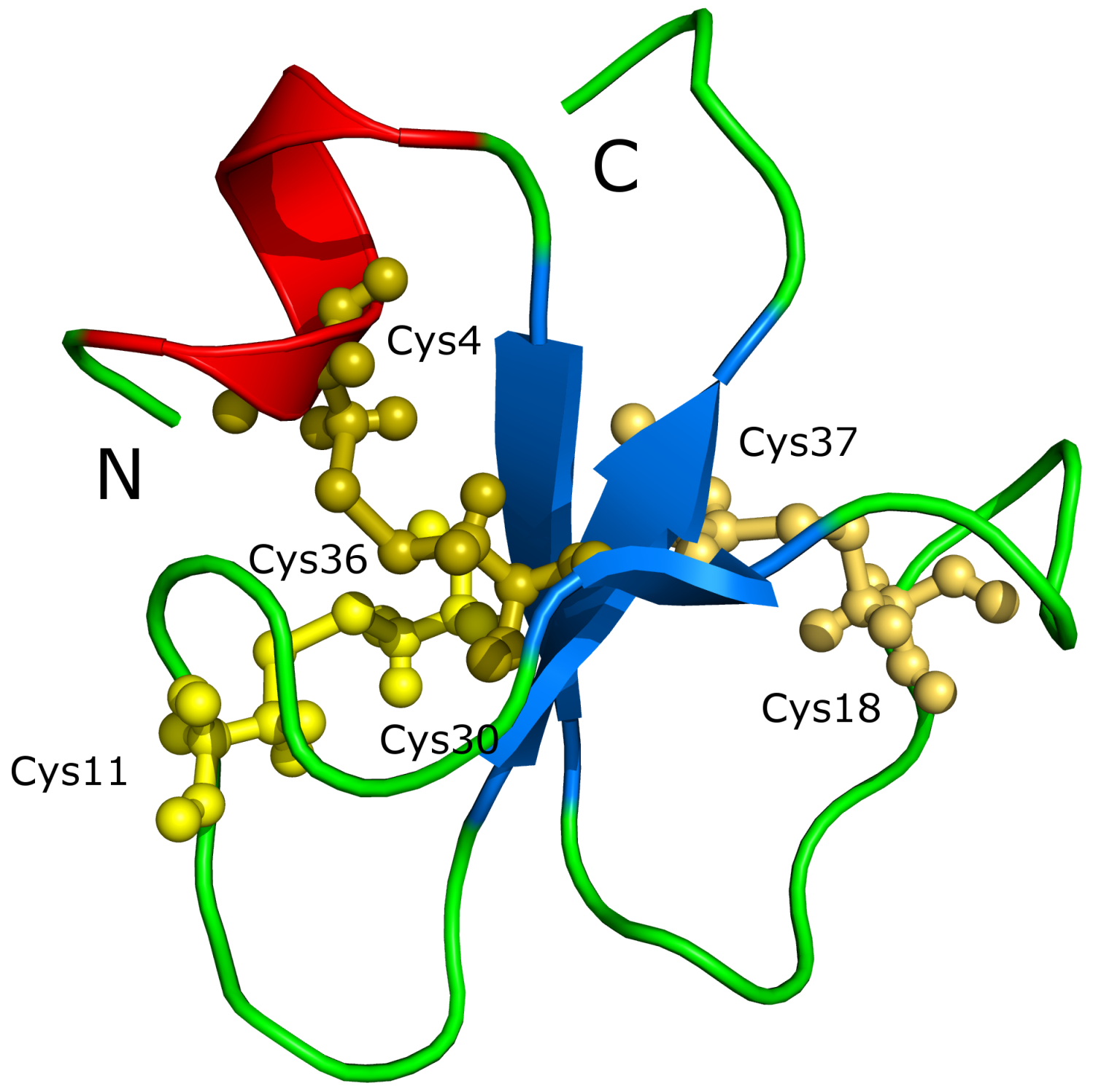
Estructura química de crotamina

Crotamina es una toxina que forma parte del veneno de la serpiente de cascabel sudamericana Crotalus durissus terrificus. Fue aislada y purificada por primera vez por el científico brasileño José Moura Gonçalves, y después fue intensamente estudiada por su grupo de colaboradores en la Faculdad de Medicina de Ribeirão Preto de la Universidad de São Paulo (C.R. Laure, A. Haddad, F.L. De Lucca y J.R. Giglio, entre otros). Es un polipéptido de 42 aminoácidos de largo, que contiene 11 residuos básicos (9 lisinas, 2 argininas y 6 cisteínas). También fue aislada del veneno de la cascabel de las praderas (Crotalus viridis viridis).

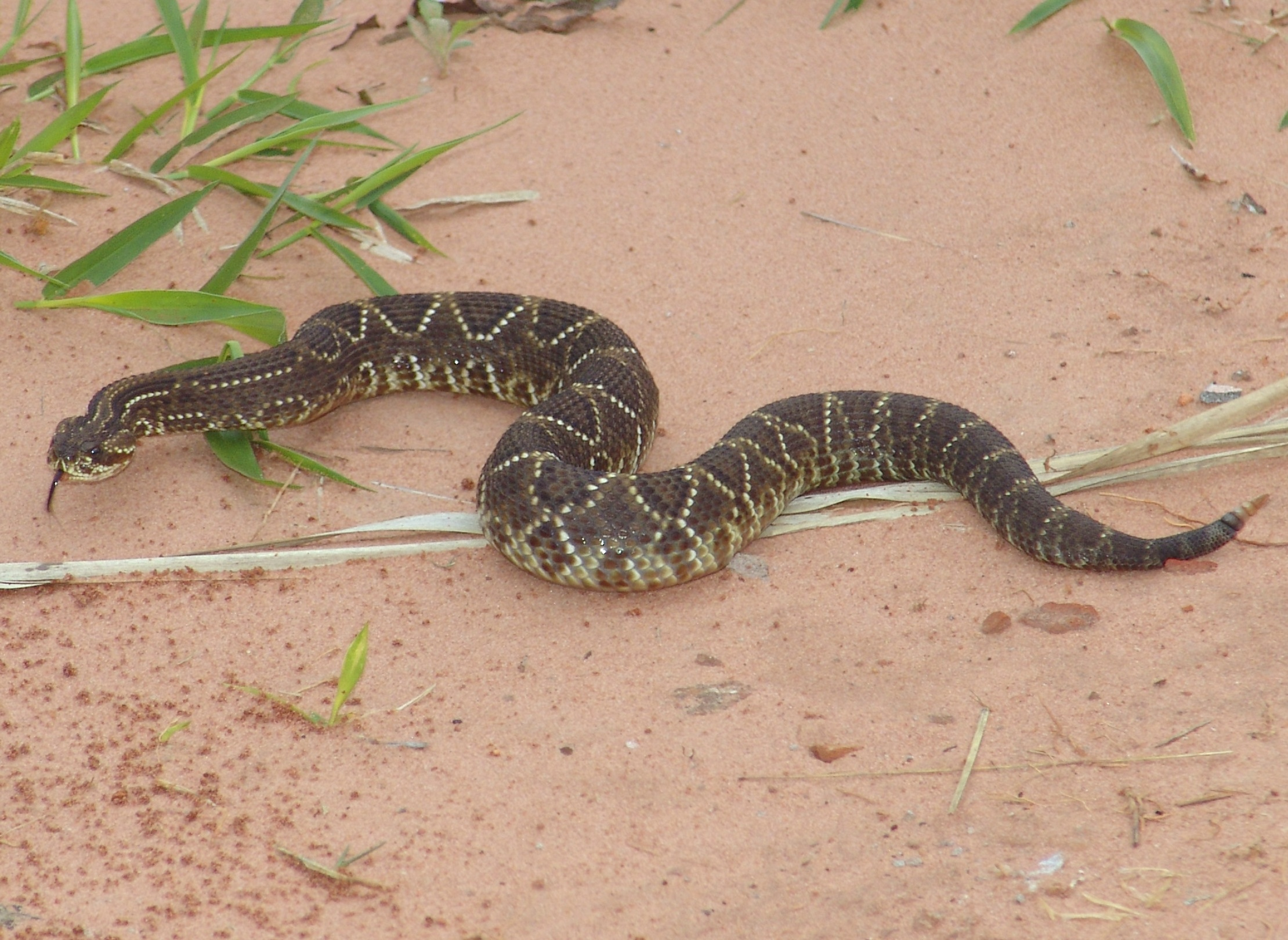
Crotalus durissus terrificus

Crotamina tiene una serie de acciones biológicas: actúa sobre los canales de sodio de la membrana celular, es ligeramente analgésico y es miotóxico, i.e., penetra las células de los músculos y promueve necrosis. Crotamina es homóloga con otras miotoxinas de veneno, y es similar a α-,β-defensinas.
La secuencia aminoácido y la estructura molecular 3D de la crotamina ya han sido determinadas.
La ubicación del gen y cromosoma responsable de su síntesis ha sido identificada por el grupo liderado por Gandhi Rádis-Baptista, que trabaja en el Instituto Butantan en São Paulo, Brasil. El ARNm tiene cerca de 340 nucleótidos, y codifica una pre-crotamina, incluyendo el péptido señal, la crotamina madura, y una lisina final.